# Абетка
| А | Б | В | Г | Ґ |
| Д | Е | Є | Ж | З |
| И | І | Ї | Й | К |
| Л | М | Н | О | П |
| Р | С | Т | У | Ф |
| Х | Ц | Ч | Ш | Щ |
|   | Ь | Ю | Я |   |
| - | - | - | - | - |

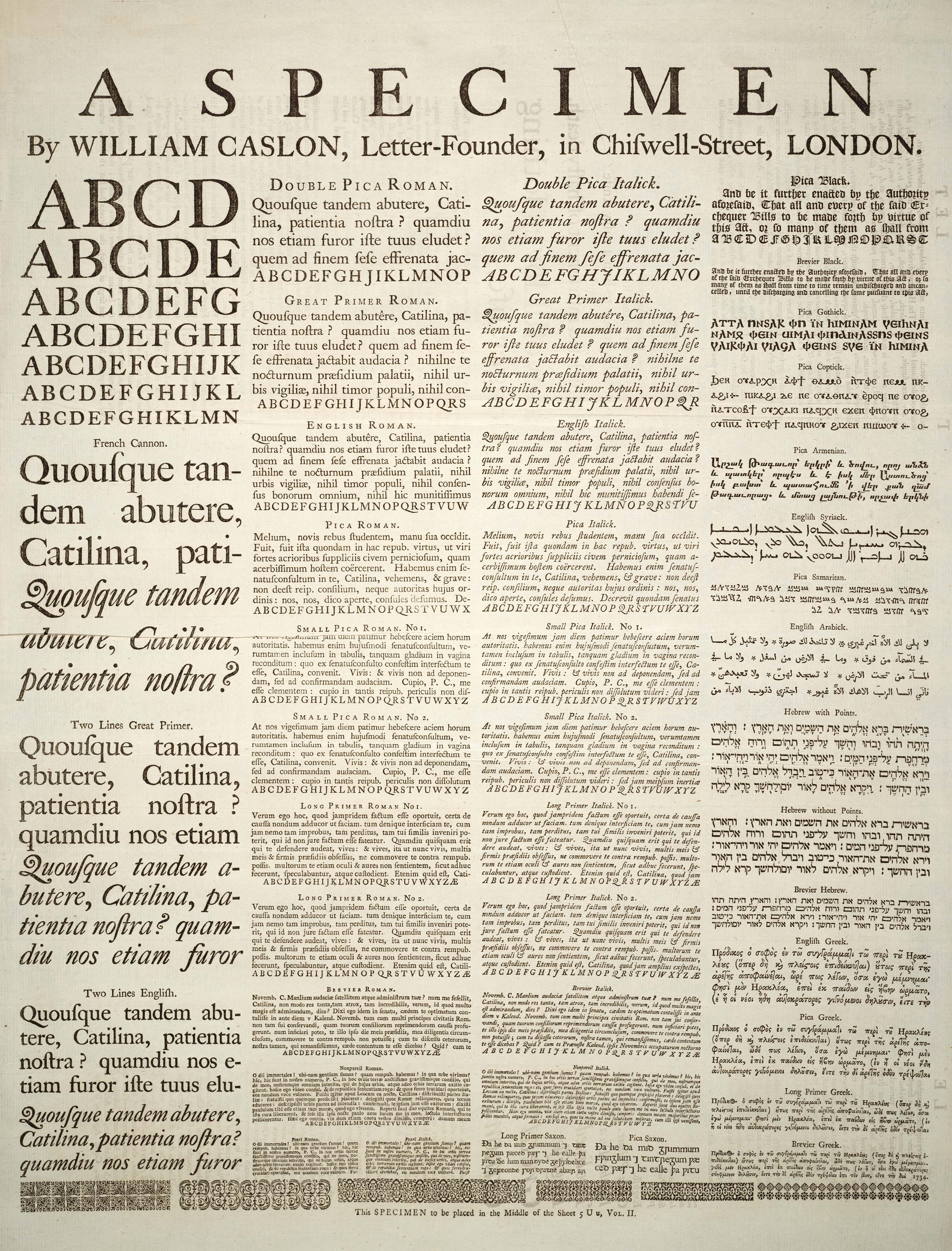
В українській абетці 33 літери

Абе́тка, також а́збука, алфа́ві́т, альфабе́т — розташована в певному порядку сукупність літер, що застосовуються для запису певної мови. У переносному сенсі «абетка» — основні, початкові відомості з якоїсь науки, найпростіші положення, основи чого-небудь (у цьому значенні вживаються також «азбука» й «ази»).

## Етимологія
Абетка — власне українська назва азбуки, утворена за вимовою перших двох букв алфавіту (а, бе), очевидно, під впливом назв азбука, альфабет і пол. abecadło (від вимови перших трьох букв a, be, ce).
Азбука — утворено в давньоруській мові за зразком слів з основою на *-ā від ранішого азъбукы, запозиченого зі старослов'янської мови, де азьбоукы утворене за зразком грец. ἀλφάβητος («алфавіт») з назв двох перших літер абетки (грец. άλφα — староцерк.-слов. азъ, грец. βήτα — староцерк.-слов. боукы).
Алфавіт — запозичення з середньогрецької мови. Грецьке ἀλφάβητος (з пізньогрецькою вимовою -βη- як -υῑ-) утворено з назв двох перших літер грецької азбуки — альфа (грец. άλφα) і бета (грец. βήτα).
Альфабет — запозичення з латинської мови; лат. alphabētum «алфавіт» походить від грец. ἀλφάβητος. Нині застаріла назва, що вживалася в західноукраїнській мовно-літературній практиці.

## Проблеми укладання абеток
Ідеальна абетка мала б мати стільки літер, скільки є звуків у мові, причому кожна графема повинна позначати тільки один звук, а кожен звук на своє позначення мати тільки одну графему. Як правило це не відповідає дійсності через довгий період розвитку мови та певну усталеність правил після розвитку друкарства. Проте жодна абетка не відповідає цьому критерію, перш за все через те, що:
- В усіх мовах відбуваються фонетичні зміни, а орфографія залишається традиційною[13].
- При запозиченні абетки від іншої мови, для звуків мови-рецепієнта часто немає літер на позначення. Наприклад, 24 літерами латинської абетки, на основі якої створено абетки більшості мов світу, неможливо передати усі звуки (англійська абетка використовує 26 літер для 46 фонем).
- Звідси, співвідношення літер і фонем часто буває різне. За співвідношенням зі звуками літери бувають:
  - однозначні: наприклад, укр. ч, ш завжди позначають тверді звуки [ч] і [ш]
  - двозначні: напр. укр. т, д, н, с, з, ц, дз, л позначають тверді або м'які звуки залежно від позиції.
  - такі, що позначають два звуки: наприклад, укр. я, ю, є, ї — силабографеми.
  - такі, що не позначають жодного звука: наприклад, укр. ь.

## Історія

### Письмо на Близькому Сході
Історія абетки починається у Стародавньому Єгипті. До 2700 року до н. е. єгипетське письмо мало 22 ієрогліфи, які позначали склади, що починалися з певного приголосного, а голосний додавав мовець. Ці знаки використовувалися як довідка до логограм, для запису граматичних флексій (закінчень), а, згодом і для транскрибування запозичених слів та іноземних імен.
Проте, такий запис не можна вважати системою і він ніколи не використовувався для запису власне єгипетських слів. Вважається, що у середній бронзовій добі, близько 1700 року до н. е., частково абеткове письмо, відоме як прото-синаїтське, поширилося у Центральному Єгипті завдяки семітському населенню. Але лише перші твори цієї писемності вдалося розшифрувати і істинна його природа залишається вільною для інтерпретацій. На основі деяких літер і імен, можна зробити висновок, що воно походить від єгипетських ієрогліфів.
Згодом ця писемність розвинулася у прото-каннонітську абетку, а потім у фінікійську. На її основі також розвинулася південноаравійська абетка, від якої походить нинішня ефіопська абетка. Однак, вищенаведені писемності не вважаються повноцінними абетками, позаяк їх літери позначають лише приголосні звуки. Письмо, у якому не позначаються голосні звуки називається консонантним. Гебрейська, сирійська та арабська абетки є консонантними.
Фінікійська абетка можна вважати першим фонемним письмом. На відміну від інших тоді широкорозповсюджених писемностей, таких як єгипетські ієрогліфи і клинопис, фінікійська абетка мала лише близько 25 окремих літер, що давало змогу легко її вивчити іноземним купцям. Інша суттєва перевага цієї абетки в тому, що нею можна записати і слова інших мов, оскільки вона базувалася на звучанні.
Писемність поширилася фінікійцями на все Середземномор'я. Згодом, греки пристосували абетку до своєї мови, додавши голосні, змінивши значення літер, які позначали приголосні, що не існували в грецькій мові на голосні. Таким чином, грецька абетка стала першою, яка позначала і голосні, і приголосні звуки. У цей час, правда, існували різні її варіанти, позаяк у різних частинах Греції по-різному інтерпретували фінікійські знаки.

### Європейське письмо
Латинська абетка виникла на основі грецької. Вона здобула поширення у Римській імперії, але пережила її ставши системою письма більшості європейських мов. Пристосування латиниці для конкретної мови часто супроводжувалося запровадженням нових літер та діакритичних знаків для вираження звуків, що не мали аналогів в латині.
Поряд із латиницею існувало також інше, рунічне письмо.
Латиниця стала основою для абеток численних мов Азії, Африки та Латинської Америки. Зокрема, в Азії латиницею користуються в Туреччині та В'єтнамі, Малайзії, Індонезії тощо. На основі кирилиці створені системи письма численних народів, що жили на території Радянського Союзу та Монголії.

## Типологія
За походженням розрізняють 4 сім'ї абеток:
- латинська (латиниця) — бл. 30 %
- слов'янська (кирилиця) — 10 %
- арабська — 10 %
- індійська — 20 %

## Алфавітний порядок
Абетка передбачає, що літери в ній розташовані у певному порядку. Проте, досі невідомо, чи мали перші абетки певний порядок. У ханунській абетці такий порядок є обов'язковим.
Порядок літер у латинській абетці походить із угаритського письма, де було два основні алфавітні порядки. Перший, ABCDE, згодом використовувався у фінікійській, гебрейській, грецькій, вірменській, кириличній, готичній абетках.
Інший порядок літер — HMĦLQ — використовувався у південній Аравії і зберігся нині в ефіопській абетці.

## Українська абетка
Українська абетка, як і більшість інших слов'янських (російська, білоруська, болгарська, сербська, македонська тощо), розвинулися на основі кириличної абетки. Кирилиця була розроблена своєю чергою на основі візантійського грецького письма, до якого було додано ще 13 букв для позначення специфічних слов'янських літер — Ж, Ц, Ч, Ш, Щ, Ъ, Ы, Ь, Ѫ, Ѭ, ѧ, Ю, ѣ. Літери 'ц' і 'ш' було взято з єврейського так званого квадратного письма, а інші винайдено спеціально.
На Русі кирилиця була введена в 10 столітті у зв'язку з прийняттям християнства. Однак, як свідчать давні пам'ятки, окрім кирилиці використовувалося й інше слов'янське письмо — глаголиця. Також, задовго до Хрещення Русі в Україні були спроби запису українських текстів на основі грецької абетки.
Графіка кирилиці змінювалася з 10 до 18 століття. Спершу писали уставом, відтак напівуставом, і нарешті, в'яззю, де букви поєднувалися у неперервний орнамент, допускалися скорочення і зменшення певних букв. Сучасні кириличні системи письма пережили з 18 століття кілька реформ (1708—1710, 1735, 1758, 1918), внаслідок яких графіка спростилася і наблизилася до латинської.